# Liste der Gemeindeteile der kreisfreien Stadt Coburg
Die Liste der Gemeindeteile der kreisfreien Stadt Coburg listet die 26 amtlich benannten Gemeindeteile (Hauptorte, Kirchdörfer, Pfarrdörfer, Dörfer, Weiler und Einöden) in der kreisfreien Stadt Coburg auf.

## Systematische Liste
- Die kreisfreie Stadt Coburg
  - Hauptort Coburg
  - Stadtteile Beiersdorf b.Coburg, Bertelsdorf, Cortendorf, Creidlitz, Ketschendorf, Lützelbuch, Neuhof, Neershof, Neuses b.Coburg, Rögen, Scheuerfeld, Seidmannsdorf und Wüstenahorn
  - Dörfer Glend und Löbelstein
  - Einöden Knochenmühle und Lämmermühle, Kropfweihers (abgegangen)
  - Güter Callenberg, Hambach und Neudörfles
  - Sonstige Orte Dörfles b.Scheuerfeld, Eichhof, Festung und Festungshof

## Alphabetische Liste

### A
- Beiersdorf b.Coburg
- Bertelsdorf

### C
- Callenberg
- Coburg
- Cortendorf
- Creidlitz

### D
- Dörfles b.Scheuerfeld

### E
- Eichhof

### F
- Festung
- Festungshof

### G
- Glend

### H
- Hambach

### K
- Ketschendorf
- Knochenmühle
- Kropfweihers

### L
- Lämmermühle
- Löbelstein
- Lützelbuch

### N
- Neershof
- Neudörfles
- Neuhof
- Neuses b.Coburg

### R
- Rögen

### S
- Scheuerfeld
- Seidmannsdorf

### W
- Wüstenahorn

| ↑ Zurück zum Inhaltsverzeichnis |